# Ministeri de Defensa de Luxemburg
El Ministeri de Defensa de Luxemburg (en francès: Ministère de la Défense) és un ministeri del govern de Luxemburg, amb seu a la ciutat de Luxemburg. Està encapçalat pel ministre de Defensa, responsable de supervisar el manteniment i el desplegament de les forces armades, per ajudar a l'execució de les ordres del Comandant en Cap, el Gran Duc de Luxemburg.
Aquest càrrec ha existit des del 5 de novembre de 1937. Des de la seva creació fins al 6 de febrer de 1969, el nom del càrrec era «Ministre de la Força Armada». Des de 1969 fins al 7 d'agost de 1999, el títol oficial va ser «Ministre de la Força Pública». El 1999, es van afegir la cooperació internacional i l'ajut humanitari a la de la defensa, la creació de l'oficina del «Ministre de Cooperació, Acció Humanitària i Defensa» (en francès: Ministre de la Cooperació, de l'humanitaire Acció, i de la Défense.) L'any 2004, els càrrecs es van tornar a separar, creant el títol actual.

## Llista de Ministres de Defensa
| Ministre             | Ministre            | Partit | Data inici             | Data fi                | Primer Ministre       |  |
| -------------------- | ------------------- | ------ | ---------------------- | ---------------------- | --------------------- |  |
|                      | Pierre Dupong       | PD     | 5 de novembre de 1937  | 23 de novembre de 1944 | Pierre Dupong         |  |
|                      | Pierre Dupong       | CSV    | 23 de novembre de 1944 | 1 de març de 1947      | Pierre Dupong         |  |
|                      | Lambert Schaus      | CSV    | 1 de març de 1947      | 14 de juliol de 1948   | Pierre Dupong         |  |
|                      | Pierre Dupong       | CSV    | 14 de juliol 1948      | 3 de juliol de 1951    | Pierre Dupong         |  |
|                      | Joseph Bech         | CSV    | 3 de juliol 1951       | 29 de desembre de 1953 | Pierre Dupong         |  |
|                      | Pierre Werner       | CSV    | 29 de desembre 1953    | 29 de març de 1958     | Joseph Bech           |  |
| 29 de març de 1958   | Pierre Werner       | CSV    | 2 de març de 1959      | Pierre Frieden         |                       |  |
|                      | Eugène Schaus       | DP     | 2 de març de 1959      | 15 de juliol de 1964   | Pierre Werner         |  |
|                      | Marcel Fischbach    | CSV    | 15 de juliol de 1964   | 3 de gener de 1967     | Pierre Werner         |  |
|                      | Pierre Grégoire     | CSV    | 3 de gener de 1967     | 6 de febrer de 1969    | Pierre Werner         |  |
|                      | Eugène Schaus       | DP     | 6 de febrer de 1969    | 15 de juny de 1974     | Pierre Werner         |  |
|                      | Émile Krieps        | DP     | 15 de juny de 1974     | 16 de juliol de 1979   | Gaston Thorn          |  |
| 16 de juliol de 1979 | Émile Krieps        | DP     | 20 de juliol de 1984   | Pierre Werner          |                       |  |
|                      | Marc Fischbach      | CSV    | 20 de juliol de 1984   | 14 de juliol de 1989   | Jacques Santer        |  |
|                      | Jacques Poos        | LSAP   | 14 de juliol de 1989   | 13 de juliol de 1994   | Jacques Santer        |  |
|                      | Alex Bodry          | LSAP   | 13 de juliol de 1994   | 26 de gener de 1995    | Jacques Santer        |  |
| 26 de gener de 1995  | Alex Bodry          | LSAP   | 7 d'agost de 1999      | Jean-Claude Juncker    |                       |  |
|                      | Charles Goerens     | DP     | 7 d'agost de 1999      | Jean-Claude Juncker    | 31 de juliol de 2004  |  |
|                      | Luc Frieden         | CSV    | 31 de juliol de 2004   | Jean-Claude Juncker    | 22 de febrer de 2006  |  |
|                      | Jean-Louis Schiltz  | CSV    | 22 de febrer de 2006   | Jean-Claude Juncker    | 23 de juliol de 2009  |  |
|                      | Jean-Marie Halsdorf | CSV    | 23 de juliol de 2009   | Jean-Claude Juncker    | 4 de desembre de 2013 |  |
|                      | Etienne Schneider   | LSAP   | 4 de desembre de 2013  | 5 de desembre de 2018  | Xavier Bettel         |  |
|                      | François Bausch     | DG     | 5 de desembre de 2018  | 17 de novembre de 2023 | Xavier Bettel         |  |
|                      | Yuriko Backes       | DP     | 17 de novembre de 2023 | actual                 | Luc Frieden           |  |